# Муравьёв, Игорь Николаевич
Игорь Николаевич Муравьёв (9 октября 1906, Москва — июль 1988) — советский инженер-строитель. Специалист в области строительства и эксплуатации городских инженерных сооружений. Первый директор института «Мосинжпроект». Заслуженный строитель РСФСР (1966), лауреат премии Совета Министров СССР.

## Биография
Родился 9 октября 1906 года в Москве. Принимал участие в строительстве школ в Москве, затем — многоэтажных жилых домов из крупных блоков.
В годы Великой Отечественной войны был начальником одного из участков строительства оборонительных рубежей мод Москвой. Затем занимался восстановлением повреждённых городских сооружений.
В послевоенные годы был главным инженером треста и управления «Мосгазстрой», затем начальником управления газового хозяйства Мосгорсиполкома. Под его руководством были построены и введены в эксплуатацию сотни километров газовых сетей, а также введён в эксплуатацию первый в СССР завод по антикоррозийной изоляции стальных труб.
В 1953 году И. Н. Муравьёв стал директором института «Мосподземпроект». В когда в 1958 году «Мосподземпроект» и «Дормостпроект» были объединены в институт «Мосинжпроект», И. Н. Муравьёв стал его первым директором и фактическим основателем. На этой должности он проработал около 20 лет.
Занимался организацией комплексного проектирования дорог и подземных коммуникаций в районах массового жилищного строительства. Руководил проектированием крупных транспортных магистралей: Волоколамского, Дмитровского, Можайского, Варшавского, Каширского, Щёлковского шоссе, проспекта Вернадского, Волгоградского, Пролетарского проспектов, участков Садового кольца и магистрали по Третьему транспортному кольцу. Была разработана конструкция туннеля на Кутузовском проспекте, на основе которой в дальнейшем были сооружены развязки на Ленинградском шоссе, площади Гагарина, Таганской и Добрынинской площадях. Руководил проектированием и строительством десятков мостов и путепроводов. Был инициатором и руководителем разработки генеральных схем инженерных коммуникаций Москвы. Занимался проектированием дорог и коммуникаций для олимпийских объектов. Разрабатывал планы освоения подземного пространства Москвы.
Имел два авторских свидетельства на изобретения. С 1947 года — постоянный член партийных бюро учреждений, в которых работал. Неоднократно избирался депутатом Московского городского совета.
В своём дневнике он вспоминал: «мы верили в свою страну, в свои силы, в светлое завтра, которое непременно будет завоёвано. Мы работали с радостью и упорством».
Увлекался садоводством и цветоводством, писал стихи. Как любитель музыки и пения, поощрял самодеятельность: при нём в «Мосинжпроекте» имелся хор и эстрадный оркестр.
В 1976 году вышел на пенсию, персональный пенсионер. Находясь на пенсии, продолжал интересоваться делами своего института. Написал письмо в МГК КПСС с возражениями против разделения «Мосинжпроекта» между различными главками, которое возымело действие. Умер в июле 1988 года.

## Награды и звания
- Заслуженный строитель РСФСР (1966)[4]
- Премия Совета Министров СССР — за участие в проектировании и строительстве гребного канала[4]
- Орден Ленина (1949) — за успешное выполнение заданий Правительства по газификации жилых домов, строительству газовых сетей и сооружений в г. Москве[14]
- Орден Отечественной войны I степени (1947) — за успешную работу по осуществлению генерального плана реконструкции города Москвы[15][4]
- Орден Красной Звезды (1942) — за успешное выполнение заданий Правительства по строительству оборонительных сооружений в районе г. Москвы[16][4]
- Орден Трудового Красного Знамени[4]
- Орден «Знак Почёта»[4]
- Золотая медаль ВДНХ[4]
- Четыре серебряные медали ВДНХ[4]
- Девять медалей[3]